# Laodicea de Fenícia
Laodicea de Fenícia (en grec antic Λαοδικεια ή του Φοινίκη) o també Laodicea de Canaan és el nom que va agafar la ciutat de Beirut quan la van reconstruir després de ser destruïda l'any 140 aC en les lluites entre Diòdot Trifó i Antíoc VII Sidetes (o Evergetes) pel tron de l'Imperi Selèucida.
La reconstrucció es va fer amb el model hel·lenístic més convencional. No es coneix la data exacta, però els comerciants de Laodicea de Fenícia ja consten als inventaris de Delos l'any 110 aC. El nom, que li va ser posat en honor de Laodice de Macedònia, no va arrelar. Els romans de Pompeu el Gran la van conquerir i l'any 64 aC, sota Tigranes II d'Armènia li van canviar el nom, recuperant l'antiga denominació fenícia, i es tornava a dir Beritos. La ciutat es va incorporar a l'Imperi Romà, i va rebre molts soldats veterans que van ser enviats allà com a colons, i es van dur a terme grans projectes d'expansió de la ciutat.